# Avicenniaceae
Avicenniaceae is een familie van tweezaadlobbige planten. Een familie onder deze naam wordt niet al te vaak aanvaard door systemen voor plantentaxonomie, maar wel door het APG-systeem (1998).
Indien ze aanvaard wordt dan bestaat de familie uit één genus, Avicennia met mangroven.
In het APG II-systeem (2003) wordt de familie niet aanvaard maar wordt Avicennia opgenomen in de familie Acanthaceae. De traditionele plaatsing van Avicennia is in de familie Verbenaceae.